# Стара Семенівка
Стара Семені́вка — село в Україні, у Барвінківській міській громаді Ізюмського району Харківської області. Населення становить 147 осіб. До 2020 орган місцевого самоврядування — Мечебилівська сільська рада.

## Географія
Село Стара Семенівка знаходиться на лівому березі каналу Дніпро — Донбас в тому місці, де для нього використовується русло річки Бритай, є міст. На протилежному березі знаходиться село Нова Миколаївка.

## Історія
12 червня 2020 року, відповідно до Розпорядження Кабінету Міністрів України  № 725-р «Про визначення адміністративних центрів та затвердження територій територіальних громад Харківської області», увійшло до складу Барвінківської міської територіальної громади.
19 липня 2020 року, в результаті адміністративно-територіальної реформи та ліквідації Барвінківського району, село увійшло до складу Ізюмського району.

## Економіка
- В селі є молочно-товарна ферма.

## Відомі люди

### Народилися
- Мостовий Павло Іванович (1931—2000) — голова Держкомітету РМ УРСР по матеріально-технічному постачанню. Член Ревізійної комісії КПУ в 1971—1981 р. Член ЦК КПУ в 1981—1990 р. Депутат Верховної Ради УРСР 9—11-го скликань. Народний депутат СРСР у 1989—1991 р.